# پیمان کیاختا (۱۹۱۵)

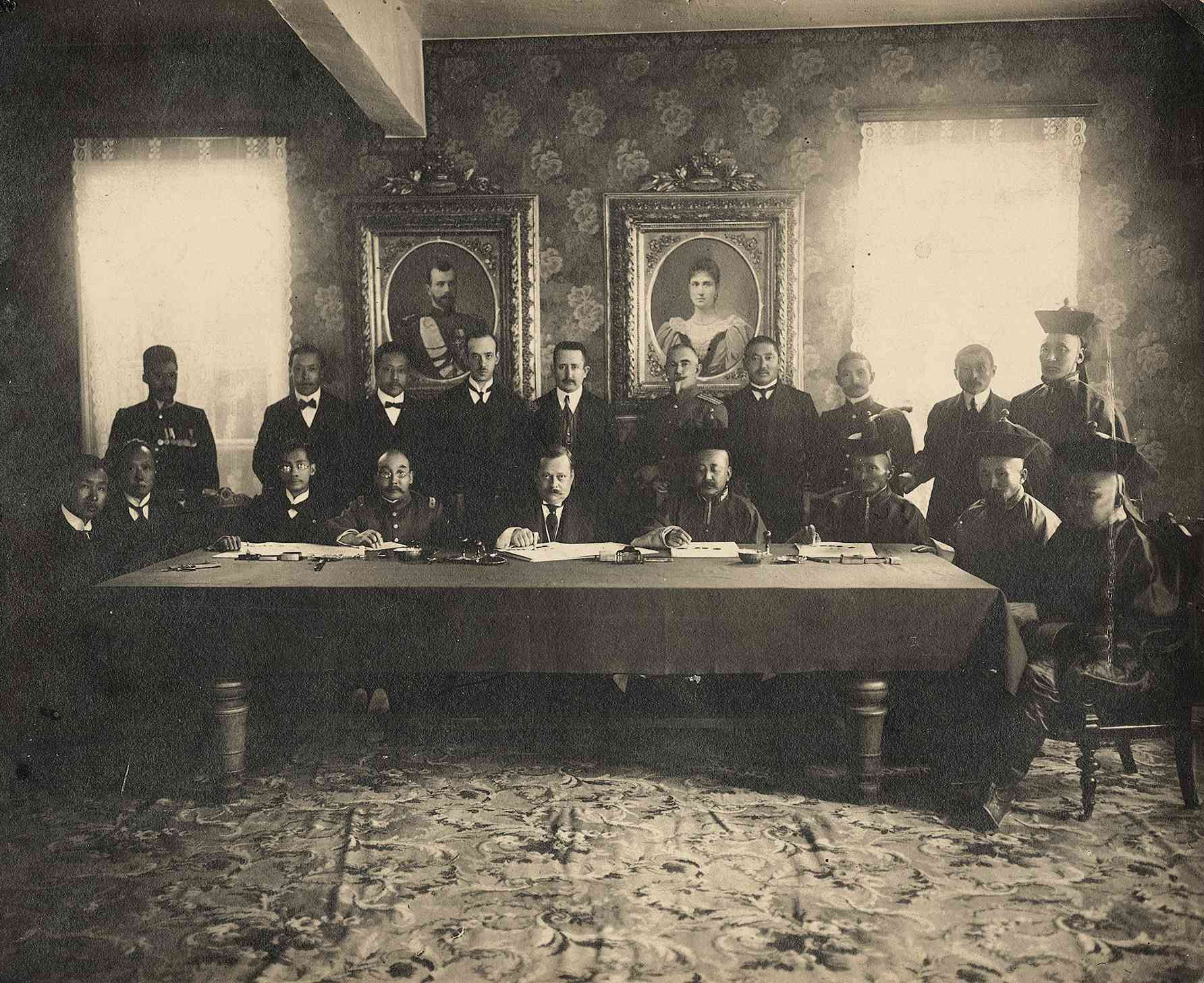
نمایی از نشست اعضای معاهدهٔ سه‌جانبهٔ کیاختا - ۱۹۱۵

پیمان کیاختا (انگلیسی: Treaty of Kyakhta) معاهده‌ای سه‌جانبه بود که در ۲۵ مه ۱۹۱۵ بین امپراتوری روسیه، مغولستان و جمهوری چین امضا شد.